# Асоціація (біологія)
Асоціація (лат. Associatio — поєднання) — основна одиниця класифікації фітоценозів, або біоценозів. Сукупність угруповань, що мають однакові головні шари і зазвичай один з другорядних, значну частину однакових видів рослин (порівн. коефіцієнт спільності), подібну продукцію, однаковий кругообіг речовин, аналогічні ґрунти та відновлювальні зміни. Проценози, що значно відхиляються від типу фітоценозу, але стоять на шляху до його відновлення, входять до асоціації як її модифікації. Важливо розрізняти такі асоціації: корінні (зокрема, клімаксові) — з дуже довго існуючими спільнотами, розташованими на плакорах зони або в поясі зональних (північних чи південних) схилів і цілком відповідними зональним або поясним умовам; змінюються вони в порядку біоценогенезу; підкорінні (проклімаксові) — з тривало існуючими, але не корінними (іноді вторинними) спільнотами, що знаходяться в тих же умовах, що і перші; в порядку тривалих ендодинамічних змін ці асоціації можуть перейти в корінні; некорінні — з менш тривало існуючими угрупованнями, що знаходяться поза плакорами зони або не на зональних схилах поясу (поза умов клімаксу).
Назви асоціацій утворюються різними способами; напр., від родової або видових назв домінантів з додатком до основи суфіксів — etum, osum або etosum: Piceetum oxalidosum (від Picea і Oxalis), а при бажанні відобразити видові назви — Rigidi salsoletum herbialbo-artemisiosum (від Salsola rigida і Artemisia herba alba). Цьому відповідають українські назви — кисличний ялинник і білополин. Назви асоціацій складають і шляхом простого перерахування домінуючих в різних шарах рослин у спадному порядку біоморф (дерево, чагарник, напівчагарник і т. д.); напр., Picea Schrenkiana — Aegopodium alpestre + Cicerbita azurea — Hylocomium proliferum або Caragana pygmaea <типчак борознистий — горноколосник колючий. В останньому випадку попереду поставлений субдомінант (через більш високу за рангом життєву форму — чагарник), що створює лише другорядний (сильно розріджений) шар, чому він і об'єднаний з домінантом знаком +. Знаком «мінус» з'єднано домінанти різних верств, а знаком «плюс» — кондомінанти одного шару. Іноді корисно вживати (у полі і на великомасштабних картах) умовні позначення асоціацій; напр., Пчкф — камфоросмово-чорнополинна асоціація. Не завжди легко відібрати кондомінанти для включення їх у назву асоціації. Пропонувалося для цього брати до уваги лише види, що мають відсоток участі більший, ніж 15, а у випадку дуже сильної полідомінантності — 20 або навіть більше.